# Ctenus transvaalensis
Ctenus transvaalensis este o specie de păianjeni din genul Ctenus, familia Ctenidae, descrisă de Benoit, 1981. Conform Catalogue of Life specia Ctenus transvaalensis nu are subspecii cunoscute.